# Opération Osoaviakhim

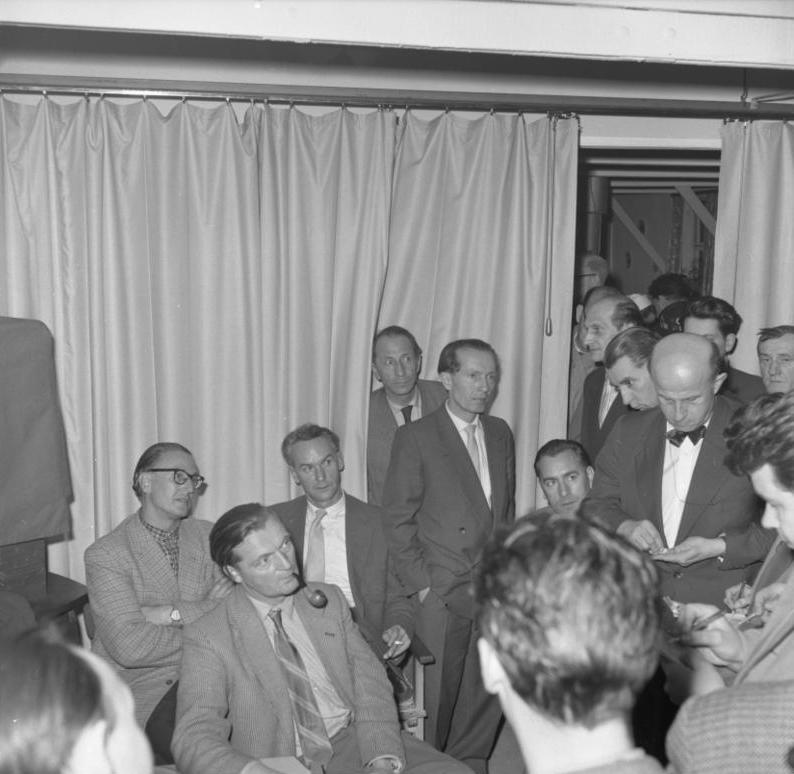
Archives fédérales : camp de Friedland en 1958, attendant les rapatriés de guerre, Allemands revenant du travail forcé en Union soviétique.

L’opération Osoaviakhim est une opération menée par l'Union des républiques socialistes soviétiques le 22 octobre 1946 afin d'exfiltrer près de 2 500 scientifiques du complexe militaro-industriel nazi et récupérer les armes secrètes du Troisième Reich. Le NKVD et des unités de l'armée soviétique recrutèrent des milliers de spécialistes techniques de technologies militaires dans la zone d'occupation soviétique en Allemagne, afin qu'ils travaillent en Union soviétique.
L'opération présente des parallèles avec les opérations alliées telles que les opérations Overcast-Paperclip et Alsos par lesquelles les Alliés ont emmené les spécialistes militaires d'Allemagne, principalement aux États-Unis, y compris Wernher von Braun.

## Déroulement
L'opération Osoaviakhim est placée sous le commandement du colonel général adjoint Serov du NKVD, en dehors du contrôle de l'administration locale militaire soviétique (qui, dans quelques cas, comme pour Carl Zeiss AG, tenta d'empêcher le déplacement de spécialistes et d'équipements d'importance économique vitale pour la zone d'occupation, sans succès, comme il s'avéra, que seule 582 des 10 000 machines resteront en place chez Zeiss). 
Prévu un certain temps à l'avance, l'opération a lieu après les élections du 20 octobre 1946 pour éviter d'amputer les chances électorales du Parti socialiste unifié (qui de toute façon perdit l'élection). L'opération mobilise 92 trains pour transporter les spécialistes et leurs familles (peut-être de 10 000 à 15 000 personnes au total) ainsi que leur mobilier et leurs effets personnels. Tandis que ceux qui furent déplacés se virent offrir de généreux contrats (on dit aux spécialistes qu'ils seraient payés comme leurs homologues soviétiques, ce qui, dans l'Allemagne d'après-guerre était considéré comme un gain), il y avait peu de doute sur le fait que ne pas les signer n'était pas une option réaliste.
Beaucoup de matériel relatif à ces technologies fut déplacé également, le but étant de relocaliser des centres de recherche et de production, tels que le centre Mittelwerk de production des fusées V-2 à Nordhausen, de l'Allemagne en Union soviétique. Le nom de code de l’opération "Osoaviakhim" est l'acronyme d'une organisation paramilitaire soviétique, rebaptisée plus tard DOSAAF.
La principale raison de l'opération était la crainte soviétique d'être condamné pour non-respect des conventions alliées du Conseil de contrôle allié sur la liquidation des installations militaires allemandes. De nouveaux accords étaient attendus sur les inspections de potentiel de guerre allemand restant par les quatre puissances, que les Soviétiques avaient pris en charge, préoccupés par l'évolution dans les zones occidentales. 